# Campeonato Mundial de Atletismo de 2011 - 1500 m masculino
A prova dos 1500 metros masculino do Campeonato Mundial de Atletismo de 2011 foi disputada entre 30 e 3 de setembro no Daegu Stadium, em Daegu.

## Recordes
Antes desta competição, os recordes mundiais e do campeonato nesta prova eram os seguintes:
| Tipo                  | Atleta             | Tempo   | Local   | Data                 |
| --------------------- | ------------------ | ------- | ------- | -------------------- |
|                       | Hicham El Guerrouj | 3:26:00 | Roma    | 14 de julho de 1998  |
| Recorde do campeonato | Hicham El Guerrouj | 3:27:65 | Sevilha | 24 de agosto de 1999 |

## Medalhistas
| Ouro               | Prata                | Bronze                   |
| Asbel Kiprop (KEN) | Silas Kiplagat (KEN) | Matthew Centrowitz (USA) |

## Cronograma
| Data          | Hora  | Evento    |
| ------------- | ----- | --------- |
| 30 de agosto  | 11:20 | Bateria   |
| 1 de setembro | 19:55 | Semifinal |
| 3 de setembro | 20:15 | Final     |

Todos os horários são horas locais (UTC +9)

## Resultados

### Bateria
Qualificação: Os 6 de cada bateria (Q) e os 6 mais rápidos (q) avançam para a semifinal.
| Colocação | Atleta                   | Tempo            |
| --------- | ------------------------ | ---------------- |
| 1         | Daniel Kipchirchir Komen | 3:38:54 (Q)      |
| 2         | Nick Willis              | 3:39:24 (Q)      |
| 3         | Yoann Kowal              | 3:39:33 (Q)      |
| 4         | Diego Ruiz               | 3:39:33 (Q)      |
| 5         | Mohamed Moustaoui        | 3:39:35 (Q)      |
| 6         | Matthew Centrowitz       | 3:39:46 (Q)      |
| 7         | Chaminda Wijekoon        | 3:39:61 (q) (NR) |
| 8         | Ryan Gregson             | 3:40:01 (q)      |
| 9         | Zebene Alemayehu         | 3:41:08 (q)      |
| 10        | James Shane              | 3:41:17          |
| 11        | Sin Sang-min             | 3:55:02          |
| DNF       | Mohammed Shaween         |                  |

| Colocação | Atleta                    | Tempo             |
| --------- | ------------------------- | ----------------- |
| 1         | Asbel Kiprop              | 3:41:22 (Q)       |
| 2         | Mekonnen Gebremedhin      | 3:41:28 (Q)       |
| 3         | Abdalaati Iguider         | 3:41:41 (Q)       |
| 4         | Manuel Olmedo             | 3:41:78 (Q)       |
| 5         | Tarek Boukensa            | 3:41:87 (Q)       |
| 6         | Eduard Villanueva         | 3:41:89 (Q)       |
| 7         | Jeffrey Riseley           | 3:42:22           |
| 8         | Andrew Wheating           | 3:42:68           |
| 9         | Dmitrijs Jurkevičs        | 3:42:69           |
| 10        | Jeroen D'Hoedt            | 3:45:54           |
| 11        | Charles Delys             | 3:51:36 (SB)      |
| 12        | Mehdi Baala               | 4:13:10 (redigiu) |
| 13        | Ribeiro Pinto De Carvalho | 4:30:56 (PB)      |

| Colocação | Atleta                  | Tempo            |
| --------- | ----------------------- | ---------------- |
| 1         | Amine Laâlou            | 3:39:86 (Q)      |
| 2         | Deresse Mekonnen        | 3:40:08 (Q)      |
| 3         | Silas Kiplagat          | 3:40:13 (Q)      |
| 4         | Taoufik Makhlouf        | 3:40:15 (Q)      |
| 5         | Yusuf Saad Kamel        | 3:40:27 (Q) (SB) |
| 6         | Ciaran O'Lionaird       | 3:40:41 (Q)      |
| 7         | Juan Carlos Higuero     | 3:40:71 (q)      |
| 8         | Leonel Manzano          | 3:40:77 (q)      |
| 9         | Geoffrey Martinson      | 3:40:98 (q)      |
| 10        | Andreas Vojta           | 3:41:34          |
| 11        | Hamza Driouch           | 3:42:09          |
| 12        | Nabil Mohammed Al-Garbi | 3:50:17 (PB)     |
| 13        | Florian Carvalho        | 3:53:88          |

### Semifinal
Qualificação: Os 5 de cada bateria (Q) e os 2 mais rápidos (q) avançam para a final.
| Colocação | Atleta               | Tempo       |
| --------- | -------------------- | ----------- |
| 1         | Matthew Centrowitz   | 3:46:66 (Q) |
| 2         | Mekonnen Gebremedhin | 3:46:75 (Q) |
| 3         | Silas Kiplagat       | 3:46:75 (Q) |
| 4         | Mehdi Baala          | 3:46:87 (Q) |
| 5         | Abdalaati Iguider    | 3:46:89 (Q) |
| 6         | Yusuf Saad Kamel     | 3:47:18     |
| 7         | Amine Laâlou         | 3:47:65     |
| 8         | Ryan Gregson         | 3:47:89     |
| 9         | Geoffrey Martinson   | 3:48:83     |
| 10        | Diego Ruiz           | 3:49:26     |
| 11        | Taoufik Makhlouf     | 3:50:86     |
| 12        | Zebene Alemayehu     | 3:51:19     |

| Colocação | Atleta                   | Tempo            |
| --------- | ------------------------ | ---------------- |
| 1         | Asbel Kiprop             | 3:36:75 (Q)      |
| 2         | Tarek Boukensa           | 3:36:84 (Q)      |
| 3         | Mohamed Moustaoui        | 3:36:87 (Q)      |
| 4         | Manuel Olmedo            | 3:36:91 (Q)      |
| 5         | Eduar Villanueva         | 3:36:96 (Q) (NR) |
| 6         | Ciaran O'Lionaird        | 3:36:96 (q)      |
| 7         | Nick Willis              | 3:37:39 (q)      |
| 8         | Yoann Kowal              | 3:37:44          |
| 9         | Daniel Kipchirchir Komen | 3:37:58          |
| 10        | Juan Carlos Higuero      | 3:37:92          |
| 11        | Deresse Mekonnen         | 3:44:65          |
| 12        | Chaminda Wijekoon        | 3:44:81          |
| 13        | Leonel Manzano           | 3:47:98          |

### Final
A final teve inicio ás 20:15 
| Colocação         | Nome                 | Nacionalidade  | Tempo   | Notas |
| ----------------- | -------------------- | -------------- | ------- | ----- |
| Medalha de ouro   | Asbel Kiprop         | Quênia         | 3:35.69 |       |
| Medalha de prata  | Silas Kiplagat       | Quênia         | 3:35.92 |       |
| Medalha de bronze | Matthew Centrowitz   | Estados Unidos | 3:36.08 |       |
| 4                 | Manuel Olmedo        | Espanha        | 3:36.33 |       |
| 5                 | Abdalaati Iguider    | Marrocos       | 3:36.56 |       |
| 6                 | Mohamed Moustaoui    | Marrocos       | 3:36.80 |       |
| 7                 | Mekonnen Gebremedhin | Etiópia        | 3:36.81 |       |
| 8                 | Eduar Villanueva     | Venezuela      | 3:37.31 |       |
| 9                 | Mehdi Baala          | França         | 3:37.46 |       |
| 10                | Ciaran O'Lionaird    | Irlanda        | 3:37.81 |       |
| 11                | Tarek Boukensa       | Argélia        | 3:38.05 |       |
| 12                | Nick Willis          | Nova Zelândia  | 3:38.69 |       |

Legenda
| Recorde mundial       | Recorde mundial (World record)               |                       | Recorde africano                      | Recorde africano (African) |                                           | Q | Classificado por posição (Qualified) |
| Recorde do campeonato | Recorde do campeonato (Championship record)  | Recorde da América    | Recorde da América (Americas)         | q                          | Classificado por melhor tempo (Qualified) |   |                                      |
| Melhor marca do ano   | Melhor marca do ano (World leading)          | Recorde asiático      | Recorde asiático (Asian)              | DNS                        | Não largou (Did not start)                |   |                                      |
| Recorde nacional      | Recorde nacional (National record)           | Recorde europeu       | Recorde europeu (European)            | DNF                        | Não terminou (Did not finish)             |   |                                      |
| Recorde pessoal       | Recorde pessoal do atleta (Personal best)    | Recorde da Oceania    | Recorde da Oceania (Oceania)          | DSQ / DQ                   | Desclassificado (Disqualified)            |   |                                      |
| Recorde da temporada  | Recorde da temporada do atleta (Season best) | Recorde sul-americano | Recorde sul-americano (South America) | NM                         | Sem marca (No mark)                       |   |                                      |